# حاشیه‌نشینی در ایران

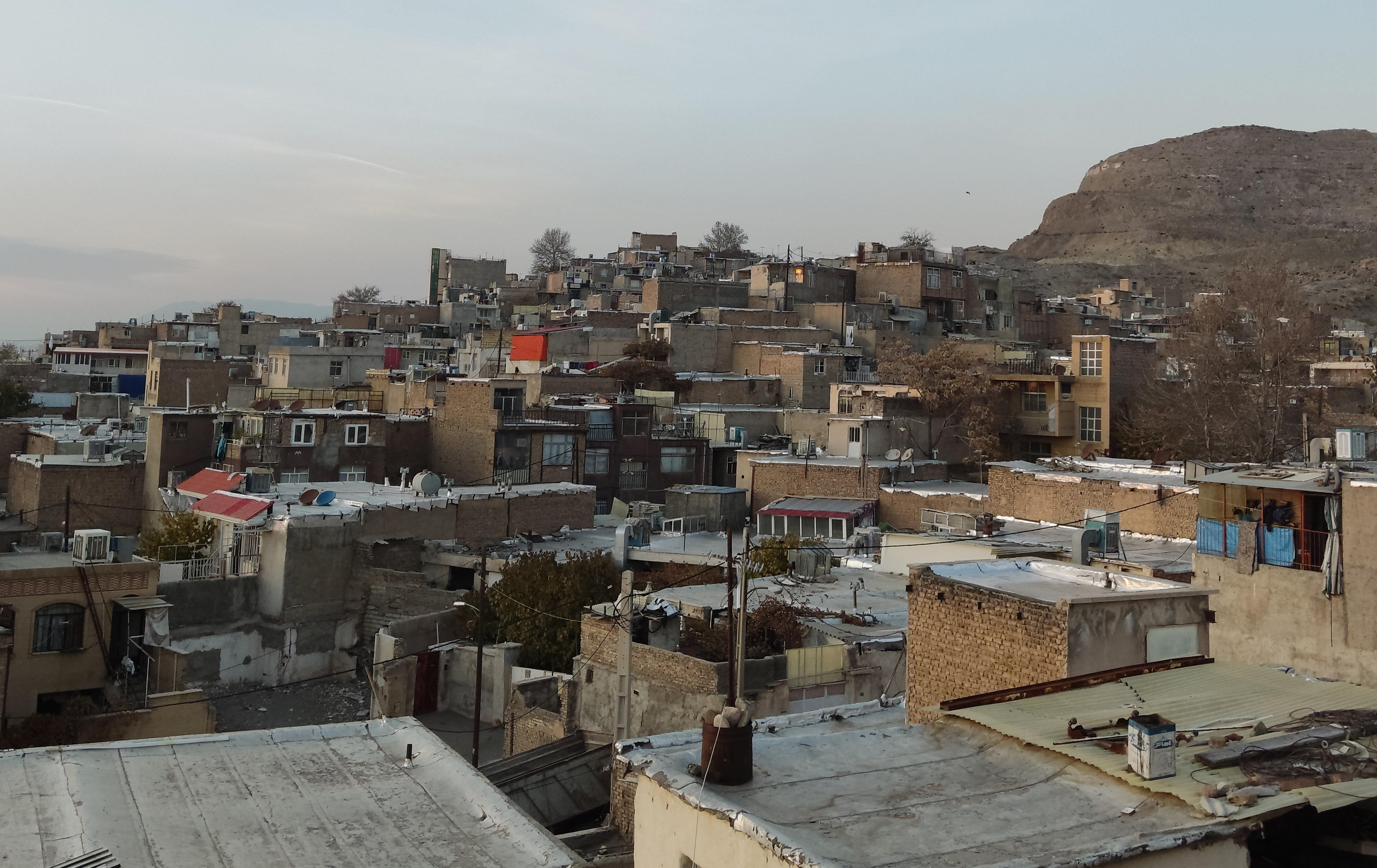
زورآباد کرج از بزرگترین محله‌های حاشیه‌نشین ایران که دارای مشکلاتی نظیر نبود بهداشت، امنیت پایین و مشکلات متعدد فرهنگی و اجتماعی است

حاشیه‌نشینی در شهرهای ایران به صورت شهرک‌نشینی و آلونک‌نشینی در حومهٔ شهرها دیده می‌شود.

## تاریخچه
گسترش شهرنشینی در ایران در ابتدای سلطنت رضاشاه پهلوی روندی به‌شدت صعودی گرفت. پس از اصلاحات ارضی و در انتهای دهه ۴۰ تا میانه دهه ۵۰ شمسی حاشیه‌نشینی گسترده‌ای در ایران رخ داد. در این زمان، زاغه‌نشینان عمدتاً کشاورزانی بودند که از روستاها به حاشیه شهرهای بزرگ رانده شده بودند. این حاشیه‌نشین‌ها حضور گسترده‌ای در انقلاب ۱۳۵۷ ایران داشتند.
بعد از انقلاب ۵۷ و با آغاز جنگ ایران و عراق در کنار دهقانان و روستاییان، خانواده‌های معمولی غرب و جنوب‌غرب ایران نیز در اثر جنگ مجبور شدند به حاشیه شهرهای مرکزی‌تر و امن‌تر کوچ کنند. این افراد که در اصطلاح «جنگ‌زده» خوانده می‌شدند، حدوداً دو میلیون و پانصد هزار نفر بودند.
جنگ شوروی در افغانستان باعث شد علاوه بر جنگ‌زدگان ایرانی، دو میلیون افغان نیز به جمعیت زاغه‌نشینان شهرهای ایران اضافه شود. آنها عمدتا در حاشیه شهرهای مشهد، زاهدان و تهران سکنا گزیدند و بدین ترتیب تا پایان دهه ۶۰ تراکم حاشیه‌نشینان در شهرهای بزرگ ایران به شکلی بی‌سابقه افزایش یافت.
شهرهای ایران تا پیش از انقلاب با مشکل گسترده کمبود مسکن مواجه بودند. انقلاب و جنگ ایران و عراق عملا اجرای سیاست‌های تأمین مسکن در ایران را متوقف کرد. تا پایان دهه ۶۰ سرمایه‌گذاری مؤثر دولتی و خصوصی در بخش مسکن با مشکلات مضاعفی روبه‌رو بود. با توقف سرمایه‌گذاری در بخش مسکن، گروه دیگری از افراد کم‌درآمد شهرهای بزرگ هم به حاشیه‌نشینی رانده شدند.

## جغرافیا
در سال ۱۳۹۹ وزارت راه و شهرسازی ایران تعداد حاشیه‌نشینان در ایران را ۲۶ میلیون نفر اعلام کرد. یعنی از هر چهار نفر ایرانی یک نفر در سکونت‌گاه غیررسمی سکونت دارد و حاشیه‌نشین است.
شهرک‌های حاشیه‌نشینان در اصل «روستای شهر» یا «شهرک‌های روستاگونهٔ درون شهر» هستند. از نمونه شهرک‌های فقیر حاشیه‌نشینان در شهرهای ایران می‌توان به این شهرک‌ها اشاره کرد:
- تهران: شهرک‌های متعدّد در منطقه ۱۶ شهر تهران
- استان تهران: مناطق حاشیه‌ای در پاکدشت، قیام‌دشت، احمدآباد، حسن‌آباد،قلعه میر،سلطان آباد،ده آدران خلیج، بادامک و رامینک.
- مشهد: چاهشک، منزل آباد، قلعه نوده (جاده قدیم قوچان)، توس، خین عرب،خواجه ربیع، جاده سیمان، بلوار دوم طبرسی، التیمور، گلشهر،قلعه ساختمان.
- کرج: زورآباد، حصارک ، قلعه روستائی
- تبریز: آخماقیه، خلیل‌آباد، داداش‌آباد، سیلاب، طالقانی، عباسی، کشتارگاه، لاله، مارالان، منبع و یوسف‌آباد[۴]
- اردبیل: ایران آباد،میراشرف،اسلام اباد،رحیم طیار،آراز علی،درویش اباد،کاوار باغی
- سنندج: عباس‌آباد، کانی کوزله، حاجی‌آباد و زورآباد.
- همدان:دیزج ولیعصر.حصار قصابان.منوچهری.شاهپسند.حصار امام.حصار علی آباد.مجید آباد.خضر.قاسم آباد.مزداگینه.نایب احمد.حسن آباد.علی آباد فرهنگ.
- زاهدان: شیرآباد، باباییان، قریب‌آباد، پشت کارخانه نمک و کریم‌آباد.
- زنجان: اسلام‌آباد (صفرآباد)
- قم: شیخ‌آباد، شاد قلی خان (شاقالو) ، نیروگاه، محمدآباد، امین آباد، قلعه کامکار
- اصفهان: محله‌هایی همچون: حصه ، وازیچه ، دارک زینبیه ، جلوان ،ارزنان زینبیه، زینبیه ،جوی آباد (جوقباد خلاف) ___  محله عرب ها در منطقه ۱۲
- شیراز: محلاتی در جنوب شرقی و غربی غرب شهر و محله ایی در شمال غربی (سعدیه ، شهرک اتحاد، اقبال آباد، گلخون ، سلطان آباد ، جوادیه ، و...)

## اثرات حاشیه نشینی
حاشیه نشینی در ایران رو به فزونی نهاده و چهره اکثر شهرهای بزرگ ایران به نوعی دچار این پدیده شده است. این حاشیه نشینی‌ها طبعات بسیاری نیز داشته که اکثرا منفی هستند. از پیامدهای حاشیه نشینی در ایران:

### تخریب محیط زیست و اراضی
اکثر افرادی که روی به ساخت بنا در مناطق حاشیه نشین می‌کنند در مناطق کشاورزی و باغ‌ها به علت غیر مسکونی بودن زمین‌ها و به طبع آن ارزانی زمین به این اقدام روی می‌آورند که این باعث تغییر کاربری اراضی زراعی در این مناطق شده است.

### ساخت و ساز غیرقانونی
با عنایت به اینکه افراد حاشیه نشین تمایلی به پرداخت عوارض برای اخذ مجوز شهرداری ندارند، معمولا ساختمان‌ها در این مناطق به صورت غیرقانونی ساخته و تصرف شده است، که همین ساخت و سازهای غیرقانونی و بی اصول بر مشکلات زیست محیطی، بهداشتی و .... دامن زده است.

### ناامنی
بیشترین مورد سرقت در محله‌های حاشیه نشین دیده شده است، عواملی چون نیاز مالی، فقر، انتقام جویی، کینه و حسادت چون در بین اهالی حاشیه نشین بیشتر است، از عوامل سرقت است. همچنین سرقت از انشعابات شهری نظیر برق دزدی، لوله کشی به منظور سرقت آب و گاز و .... معمولا در این مناطق دیده شده است.
بررسی‌ها نشان داده که بیشتر نزاعات منجر به قتل در مناطق حاشیه‌ای رخ داده است.
همچنین بیشتر نزاع‌های دست جمعی در این مناطق رخ داده است.
جوی آباد اصفهان جوقباد 

### ضعف در بهداشت
به علت ضعف در زیرساخت این مناطق، فاضلاب‌های خانگی محلات معمولا در جوی‌ها و خیابان‌ها راه می‌افتد همچنین سیستم دفع زباله مناسب در این مکان‌ها وجود ندارد. این عوامل از عوامل مهم ضعف بهداشتی این مناطق هستند.

### اعتیاد و پخش مواد مخدر
ساکنان این مناطق اغلب به علت فقر و مشکلات اجتماعی بیشتر به اعتیاد روی می‌آورند، همین باعث شده آمار اعتیاد و خرید و فروش مواد مخدر در این مناطق بیشتر باشد‌. بیکاری در بین جوانان نیز باعث شده است که بعضی از جوانان و حتی نوجوانان در این مناطق به خرید و فروش مواد مخدر روی بیاورند.

## آلونک‌نشینی
پدیدهٔ آلونک‌نشینی و زاغه‌نشینی امروزه دیگر در شهرهای ایران اغلب وجود ندارد.
آلونک‌نشینی به صورت‌های زیر در ایران وجود داشته یا در مقیاس کمی وجود دارد:
- زاغه‌نشینی: کندن زاغه‌ای در کوه یا گودی در زمین برای سکونت. در شرق تهران وجود داشته.
- آلونک: ساخت سرپناه با وسایل و مصالح کهنه مانند مقوا، حلب، نایلون و قطعات بی‌مصرف خورو. محله خاک‌سفید تهران، حلب‌شهر تهران‌پارس، اجتماع آلونکی پل مدیریت، شهرک‌های آلونکی جنوب منطقه ۱۶ تهران شامل: شهرک بعثت، شهرک شهید عراقی، شهرک مطهری، شهرک طالقانی، شهرک ملک‌آباد، شهرک جوانمرد قصاب، اجتماع آلونکی ۲۰ خانواری در جوانمرد قصاب، شهرک آلونک‌نشین خیابان زنجان جنوبی (منطقه ۱۰ تهران)، منطقه ۱۳ مشهد، و کرمان.
- سکونت در محل خشت در کوره‌پزخانه‌ها. نمونه: ساختمان اداری کوره‌پزخانه منطقه ۱۶ تهران.
- کپر. ساخته از حصیر. نمونه: بلوچستان و خوزستان
- گرگین. دارای دیوار معمولی ولی سقفی حصیری. نمونه: تهران، خوزستان، بندرعباس.
- اتاق حلبی. حلبی‌آبادهای تهران: مناطق ۲، ۴، ۱۵ و ۱۸. تبریز، شلنگ‌آباد اهواز.
- اتاق با خشت و بلوک. کرمانشاه، تبریز، تهران.